# Żelimucha
Żelimucha (niem. Buchhorst) – wieś sołecka w Polsce położona w województwie zachodniopomorskim, w powiecie białogardzkim, w gminie Białogard. W latach 1975–1998 wieś należała do województwa koszalińskiego. W roku 2016 wieś liczyła 94 mieszkańców.

## Geografia
Wieś leży ok. 9 km na północny wschód od Białogardu, ok. 1 km na wschód od drogi wojewódzkiej nr 166.

## Historia
Wieś powstała w XVIII wieku. Właścicielem wsi w wieku XIX wieku była rodzina von Dassel. W roku 1842 wieś liczyła 324 osoby, w roku 1939 liczba mieszkańców spadła do 209.

## Zabytki i ciekawe miejsca
We wsi znajduje się nieczynny cmentarz ewangelicki o pow. 0,25 ha, w runie rośnie bluszcz i konwalia majowa.

## Przyroda
Położenie Żelimuchy przyciąga w te okolice ciekawe i niespotykane zwierzęta takie jak bocian czarny, bocian biały, sowy, dzięcioł czarny, czerwony dzik, jeleń, sarna, lis i borsuk.

## Turystyka
Przez Żelimuchę wiedzie lokalny, nieoznaczony, turystyczny Szlak pieszy wokół Białogardu.

## Gospodarka
Wieś zaopatrywana jest w wodę z ujęcia w Redlinie.
Rolnicy zajmują się hodowlą trzody chlewnej.
We wsi zlokalizowana jest największa w Polsce i jedna z większych w Europie, zajmująca 110 ha plantacja borówki amerykańskiej. Specjalnością firmy prowadzącej plantację jest także hodowla peoni - przepięknych kwiatów ozdobnych.

## Kultura i sport
We wsi znajduje się świetlica wiejska.

## Komunikacja
W miejscowości znajduje się przystanek komunikacji autobusowej.